# 奇迹 (游戏)
奇蹟（MU Online），是一個大型多人角色扮演游戏，由韓國WEBZEN公司於2001年11月開發販售，並陸續在中国大陆、日本、泰國、台灣、菲律賓等國代理。通過註冊帳號可以在《奇跡mu》中建立角色，一共有騎士、魔法師、妖精、魔劍士、闇黑領主、召喚術士、格鬥家等七種角色。

## 遊戲特點
- 畫面：奇蹟（MU）的3D畫面是以OpenGL技術所架構的，OpenGL技術也被普遍運用到許多知名遊戲中（類似於反恐精英）。是當時所有MMORPG中畫面最出色的一款，[來源請求]並且曾被評為韓國2001年最佳網絡遊戲，在2001年韓國遊戲大展上被評選為最受歡迎的網絡遊戲。
- 角色裝備展示：在奇蹟（MU）中，身體的各個部位都可以以3D表示方式呈現在遊戲中，並且變化超過十萬種，也是當時裝備系統最出色的網遊之一。
- 特殊怪物任務區域：奇蹟 擁有著許多類似於副本一樣的任務，其中血色城堡，惡魔廣場最為著名。
- 轉生系統：奇蹟是第一個推出轉生系統的MMORPG(並不是)，每到一定級數就可以像「返老還童」一樣重新開始，但是人物點數會和0轉新手不同。

## 遊戲內容

### 遊戲功能
- 公會-跟其他公會結成聯盟、向敵對公會宣戰、登記並發動攻城戰、足球競技場。
- 公會組織-公會長、副公會長、特攻隊長。
- 好友-即時線上視窗聊天、寫信。
- 交易-商店自動掛賣系統。
- 合成-武器合成、翅膀合成、入場券合成。
- 組隊-不同職業組隊經驗加成。
- 物品-耐久度、寶石點裝備升級。
- 任務-轉職系統。

### 職業
在遊戲中，有四種基礎職業，兩種隱藏職業。
- 黑騎士，擁有強大的力量的男性職業。
  - 職業技能：

昇龍擊、地裂斬、旋風烈斬、一文字突擊、天地十字劍、旋風斬、炎月斬、解除束縛、格檔、魔力之泉、解除隱身、束縛、隱身、追魂刺、爆炎、生命之泉、風牙、真‧地裂斬。
- 妖精，使用弓箭作戰並有召喚與法術輔助隊友的女性職業。
  - 職業技能：

多重射擊、擎天箭、解除束縛、召喚哥布林、石巨人、暗殺者、雪人王、死神騎士、巴里、魔巨人、治療、防禦力提高、攻擊力提高、穿透箭、多重追擊、冰凍之箭。
- 黑魔法師：使用魔法作戰的男性職業。
  - 職業技能：

解除束縛、魔力之泉、解除隱身、束縛、隱身、能量球、火球、真空波、雷電、瞬間移動、隕石擊、急凍之矛、毒咒、地獄火、龍捲風、黑龍波、八方烈火陣、波塞頓之光、靈魂之盾、慧星擊、死亡烈焰、心靈感應、冰風暴、毒咒慧星、星光塵爆。
- 魔劍士：魔法力量兼併的男性職業。魔劍士必需要在遊戲帳號內有一個角色達到220級後才可以創立。
  - 職業技能：

魔劍士可使用黑騎士與黑魔法師部份的技能。
解除束縛、魔力之泉、解除隱身、束縛、隱身、旋風斬、旋風烈斬、能量球、火球、真空波、雷電、隕石擊、急凍之矛、毒咒、地獄火、龍捲風、黑龍波、八方烈火陣、波塞頓之光、靈魂之盾、慧星擊、死亡烈焰
- 闇黑領主：公會會長的專屬男性職業。闇黑領主必需要在遊戲帳號內有一個角色達到250級後才可以創立。
  - 職業技能：

戰魂怒吼、昇龍擊、地裂斬、旋風烈斬、一文字突擊、真空烈斬、真空爆擊、解除束縛、震地炎爆、魔力之泉、解除隱身、束縛、隱身、魔法驅散、怒火撩原、疾風之爪、極光脈衝、冥界之門。
- 召喚術師：利用魔法的力量使出詛咒魔法與召喚幻獸制敵的女性職業。
  - 職業技能：

火球、真空波、隕石擊、急凍之矛、真.衝擊波、攝魂咒、昏睡術、爆裂擊、鏈雷咒、安魂彌撒、傷害反射、死靈瘴氣、弒魂龍極、咒弱、破禦陣。

### 基本屬性
遊戲中的角色設有五項基本屬性，分別是：力量、敏捷、體力、智力和統率。基本屬性影響著角色的各種能力，不同職業的角色需要注重的屬性有所不同，例如戰士需要特別留意力量；而法師則注重智力。基本屬性的強弱以數字表示，數字越大則越強，介紹如下:
- 力量：影響攻擊強度和pk攻擊率
- 體力：影響血值
- 敏捷：影響防禦，攻擊速度和pk防禦率
- 精神：影響魔法值和技能攻擊力
- 統率：（闇黑領主專有）

### 特殊怪物任務區域
- 浴血古堡：打進血色城堡內部，穿過窄橋，打破大門，掀起棺材，得到大天使的獎勵！
- 惡魔廣場：玩家在惡魔廣場中可以與別的玩家組隊練級，而且死亡不會減少經驗值或金幣，也不會掉身上的裝備，同時無法進行PK；更值得一提的是惡魔廣場會有大量的怪物，刷新速度比其他地方要快，玩家可以在殺怪過程中可以獲得比一般練功區更多的經驗。
- 幻影寺院:最基本要4個人才能進行比賽，贏方會獲得巨額的經驗值及卡歐斯之石。
- 紅色要塞:：這是一個供玩家同時進行殺怪獲得修行、物品同PVP模式相結合的地方，當殺死所有玩家和怪物獲勝後將隨機得到寶石或裝備。
- 試煉之地：位居羅倫峽谷的試煉之地，唯有羅倫城的統治者能夠決定開放與否，試煉之地中除了充滿強大的敵人之外，也有許多消失在奇蹟大陸上的異寶，端看有沒有勇士能夠活著進去，帶著寶物滿載而歸了...
- 羅倫峽谷：奇蹟（MU）內唯一的攻城戰地圖。
- 凱利瑪：凱利瑪神廟（Kalima Temple），又被稱為「失落的地圖」。在人類正式與魔族開戰的那一年，它被魔族攻佔，並且很快奇怪地消失在奇蹟大陸上。
- 狼嚎要塞：狼嚎要塞位於 羅倫峽谷南部 ，是 人類◎妖精 聯合軍對抗昆頓勢力的最前線要塞基地。險惡的地形背景加上人為的努力開發成為憂沃的戰壕要塞。昆頓的勢力因狼嚎要塞的阻擾而無法北進，因而使前線陷於交錯狀態 . 昆頓為了解決這種狀況向魔界軍團下令派兵來狼嚎要塞協助攻戰。
- 肯圖魯：咒怨魔王意想不到的舉動卻招致了創造主坎特魯和被創造之物合成生命體之間的紛爭，而這一場紛爭最終還是發展成為無法挽回的內亂。長期的內亂導致國家開始衰退，儘管坎特魯人想盡早結束這一災難，但是咒怨魔王的戰鬥力異常強大，一時間要想打敗咒怨魔王談何容易......

## 收費制度
- - 免費制-

伺服器:羅林西亞，尼克斯

## 台灣代理
2013年4月，台灣網禪正式把奇蹟代理權移交給網石棒辣椒股份有限公司代理。
2015年4月7日，網石棒辣椒宣布韓國網禪原廠不再續約，將於同年6/15停止營運台灣伺服器。

## 外部連結
網禪公司
- 韓國WEBZEN（網禪）公司（页面存档备份，存于）

網禪直營
- 韓國奇蹟（MU）官方網站（页面存档备份，存于）
- 國際奇蹟（MU）官方網站（页面存档备份，存于）
- 日本奇蹟（MU）官方網站（页面存档备份，存于）(2017年5月1日改為直營)

代理商營運
- 中國奇蹟（MU）官方網站（页面存档备份，存于）
- 台灣奇蹟（MU）官方網站（页面存档备份，存于）(新台服網址，營運中)
- 台灣奇蹟（MU）官方網站（页面存档备份，存于）(老台服網址，已倒閉)

停止營運
- 泰國奇蹟（MU）官方網站（页面存档备份，存于）
- 越南奇蹟（MU）官方網站（页面存档备份，存于）